# Boulevard (banda)
Boulevard fue una banda de rock finlandesa, fundada en 1983 por Kyösti Laihi y Erkki Korhonen, quiénes tocaron juntos en clubes y bares, hasta que Matti Auranen y Tuomo Tepsa se integraron a su proyecto musical. Otros miembros del grupo fueron: Juha Lanu, Kari Vehkaluoto y Jari Puhakka.
Ellos fueron mayormente conocidos por su participación en el Festival de la Canción de Eurovisión en dos ocasiones, en 1987 y 1988.
El grupo se separó en 1994.

## Su paso por Eurovisión
El grupo pisó por primera vez el suelo de Eurovisión en 1987, cuando fueron coristas para Vicky Rosti con la canción "Sata salamaa", que finalizó en el 15° puesto con 32 puntos.
Su segunda oportunidad de participar en el Festival ocurrió luego de que el grupo presentara la canción "Nauravat silmät muistetaan" en la Final Nacional finlandesa, con la que obtuvieron el derecho de viajar a Dublín, Irlanda. Finalmente, la canción sólo consiguió 3 puntos (entregados por Israel), posicionándose en el 20° puesto, es decir, el penúltimo lugar.

## Discografía
- Nauravat silmät (Flamingo, 1988)

| Predecesor: "Never the End" Kari Kuivalainen       | Finlandia en el Festival de Eurovisión 1987 | Sucesor: "Nauravat silmät muistetaan" Boulevard |
| Predecesor: "Sata salamaa" Vicky Rosti & Boulevard | Finlandia en el Festival de Eurovisión 1988 | Sucesor: "La dolce vita" Anneli Saaristo        |

- Datos: Q895067